# Rudolf Gasch
Ferdinand Rudolf Gasch (* 7. November 1863 in Beutig; † 27. Juni 1944 in Hosterwitz) war ein deutscher Autor, Lehrer und Turnpionier.

## Leben und Wirken
Gasch wurde 1863 in der sächsischen Gemeinde Beutig, heute Ortsteil von Ostrau, als Sohn des Gutsbesitzers Ferdinand Gasch und dessen Frau Mathilde Jeppe, geboren. Von 1875 bis 1883 besuchte er das Nikolaigymnasium in Leipzig. Anschließend studierte er Medizin und Zoologie in Leipzig und München. 1888 wurde er zum Dr. phil. promoviert. 1889/90 absolvierte er ein Geografiestudium in Leipzig und schloss mit dem Staatsexamen ab. 1893 wurde er Hilfslehrer, 1897 Oberlehrer am König-Albert-Gymnasium in Leipzig. 1906 wechselte er an das König-Georg-Gymnasium in Dresden, zuletzt war er dort als Oberstudienrat tätig. Er unterrichtete Geografie, Naturwissenschaften und Turnen.
Gasch war ab 1879 im Allgemeinen Turnverein zu Leipzig aktiv, 1882 wurde er Vorturner, 1885 Turnlehrer und schließlich 1896 bis 1903 Oberturnwart des Vereins. Er verfasste Werke zum Turnen und zur Turngeschichte. Ab 1901 gab er die Volksturnbücher und ab 1906 das Jahrbuch der Turnkunst heraus. 1920 erschien das von ihm überarbeitete Enzyklopädische Handbuch des gesamten Turnwesens (nach Karl Euler, 1895).

## Werke (Auswahl)
- Beiträge zur vergleichenden Anatomie des Herzens der Vögel und Reptilien. Nicolaische Verl.-Buchh. R. Stricker, Berlin 1888 (Phil. Diss., Leipzig, 1889) (online).
- mit Georg Hirth (Hrsg.): Das gesamte Turnwesen: Ein Lesebuch für deutsche Turner. Rud. Lion, Hof 1893 (online).
- 33 Turntafeln für das Keulenschwingen. Max Hesse, Leipzig 1899.
- Wetturnerbüchlein Handbuch für Kampfrichter und Wetturner. Max Hesse, Leipzig 1900.
- Geschichte der Turnkunst.  G. J. Göschen, Leipzig 1910.
- Die volkstümlichen Wettübungen. Max Hesses Verlag, Leipzig 1906.
- Handbuch des gesamten Turnwesens und der verwandten Leibesübungen. Pichler, Wien und Leipzig 1920.
- 50 Turntafeln für das Geräteturnen der Männer. Max Hesses Verlag, Berlin 1921.
- Das Freiringen, ein Ringerbüchlein für Anfänger. Limpert, Dresden 1924.
- Singweisen zum deutschen Marschliederbuch für Vereine und Schulen. Limpert, Dresden 1925.